# Сайсарбитория, Рамон
Рамон Сайсарбитория (баск. Ramon Saizarbitoria, 21 апреля 1944, Сан-Себастьян) — испанский баскский писатель, один из крупнейших современных авторов, пишущих на баскском языке.

## Биография
Получил социологическое образование. Руководит Центром документации и социологических исследований Международной службы социальной информации (SIIS). В 1967 основал издательство LUR, в 1970-х — журнал Oh Euzkadi. Неоднократный лауреат национальных премий. Книги писателя переведены на испанский и английский языки.

## Творчество
Автор романов, стихов, эссе, нескольких книг по социальной работе.

## Романы
- «Egunero Hasten Delako»/ «Потому что завтра придет новый день» (1969)
- «Ehun Metro»/ «Сто метров» (1976, экранизирован в 1985)
- «Ene Jesus»/ «Мой Иисус» (1982, премия критики)
- «Hamaika Pauso»/ «Бесчисленные шаги» (1995, премия критики)
- «Bihotz bi. Gerrako kronikak»/ «Два сердца. Хроника войны» (1996, премия критики)
- «Gorde nazazu lurpean»/ «Оставь меня в могиле» (2000, премия критики, премия правительства Страны Басков)
- «Gudari zaharraren gerra galdua» / «Проигранная война старых солдат» (2000)
- «Rossetti-ren obsesioa»/ «Наваждение Россетти» (2001)
- «Bi bihotz, hilobi bat»/ «Два сердца, одна могила» (2001)
- «Kandinskyren tradizioa»/ «Перевод Кандинского» (2003)